# Permanent Record - Live & Otherwise
Permanent Record - Live & Otherwise är en dvd släppt av Violent Femmes år 2005 efter ett framträdande den 21 juli 1991 i Norfolk Virginia. Förutom material från konserten finns även sju musikvideor och ett gatuframträdande med låten Kiss off.

## Låtlista
1. Look Like That
2. Out The Window
3. Fat
4. Blister in the Sun
5. Prove My Love
6. Country Death Song
7. Old Mother Reagan
8. Confessions
9. Girl Trouble
10. Add It Up
11. Kiss Off
12. Good Feeling
13. More Money Tonight
14. Gone Daddy Gone / I Just Want To Make Love To You (musikvideo)
15. Children of the Revolution (musikvideo)
16. I Held Her In My Arms (musikvideo)
17. American Music (musikvideo)
18. Used To Be (musikvideo)
19. Breakin' Up (musikvideo)
20. Machine (musikvideo)
21. Kiss Off (gatuframträdande)